# 도으두운 에브 카데린디르
《도으두운 에브 카데린디르》(튀르키예어: Doğduğun Ev Kaderindir)는 2020년 방영된 터키의 텔레비전 드라마이다.